# Jennie Wåhlin
Jennie Wåhlin (* 26. November 1997 in Stockholm) ist eine schwedische Curlerin.

## Karriere
Wåhlin begann ihre internationale Karriere bei der Juniorenweltmeisterschaft 2014 als Third des schwedischen Juniorinnenteams unter Skip Isabella Wranå; die Mannschaft kam auf den vierten Platz. Diese Platzierung konnte sie auch bei der Juniorenweltmeisterschaft 2015 erreichen. Bei der Juniorenweltmeisterschaft 2017 zog sie mit der schwedischen Mannschaft um Isabella Wranå in das Finale ein, wo die Schottinnen mit Skip Sophie Jackson besiegt wurden.
2016 nahm sie als Third des schwedischen Teams (Skip Fredrik Nyman) an der Mixed-Weltmeisterschaft teil. Die Mannschaft zog in das Finale ein, musste sich dort aber der russischen Mannschaft um Alexander Kruschelnizki geschlagen geben.
Seit 2017 spielt sie als Ersatzspielerin im Team von Anna Hasselborg. Mit dieser Mannschaft wurde sie bei der Weltmeisterschaft 2017 Vierte. Bei der Europameisterschaft 2017 kam sie in das Finale, unterlag dort aber den Schottinnen um Eve Muirhead.
Wåhlin wurde für den Damenwettbewerb bei den Olympischen Winterspielen 2018 als Ersatzspielerin des schwedischen Teams um Anna Hasselborg nominiert. Die Schwedinnen besiegten im Finale die südkoreanische Mannschaft um Kim Eun-jung und gewannen die Goldmedaille. Bei der Weltmeisterschaft 2018 war sie ebenfalls als Ersatzspielerin dabei und gewann die Silbermedaille.